# 呂齮
呂 齮（りょ ぎ、生没年不詳）は、秦末の官僚で、南陽郡の郡守をつとめたが、劉邦に降伏した。『史記』と『漢書』には姓の記載はなく、「齮」と名があるのみであるが、『漢紀』に姓が記載されている。

## 経歴

### 史書の登場に至る経緯
二世二年（紀元前208年）後9月、劉邦は楚の懐王（後の義帝）により武安侯に封じられ、彭城の西方にある秦の土地の攻略を目指していた。
二世三年（紀元前207年）同年3月、劉邦は西に進軍し、劉邦は秦の将である趙賁の軍を撃破して、開封を攻めたが、開封は落とせなかった。そこで、劉邦はさらに西方に向かい、白馬・曲遇の東において、秦の将である楊熊を撃破した。楊熊は滎陽に敗走する。
同年4月、劉邦は潁陽を攻めて落とす。また、洛陽の南にある轘轅に進軍したところで、張良が兵を率いて劉邦に従軍する。劉邦は、轘轅を攻略し、かつての韓の地にあった10余りの城を降伏させた。
この頃劉邦の軍は、尸の北において趙賁の軍を撃破するが、洛陽の東において秦軍に敗れた。劉邦はこのルートから関中侵攻を断念せざるをえず、劉邦は軍にまとめて、南方の南陽郡へと進軍した。

### 事績
紀元前207年夏6月、秦の南陽の郡守であった呂齮は、犨の東で劉邦とその配下の樊噲と戦ったが、敗北した。劉邦は南陽郡の攻略を行い、呂齮は陽城の郭（外城）の東で劉邦と再度、戦った。しかし、劉邦とその配下の張良と曹参によって陣営を陥落させられて、敗走した。この戦いでは劉邦配下の樊噲と灌嬰も活躍している。呂齮は、南陽郡の宛に籠って城を守った。
同月、秦の主力を率いる章邯は、楚及び諸侯の軍の率いる項羽に降伏を約定しようとしたが、項羽は約定が定まらないため、章邯を攻撃した。
同年7月、劉邦は、呂齮が守る宛を通過して、西に向かおうとした。この時、張良が劉邦を諫めた。「沛公（劉邦）が急いで関中に入りたいと願っても、秦の兵はいまだ多数おり、剣難の地に隔たれています。今、宛の城を落とさなければ、宛の軍が我が軍を後ろから攻撃し、強い秦が前にいることになり、（前後から攻撃されて）とても危険なこととなります」。そこで、劉邦は夜間に、軍を進軍してきた道と別の道から引き返させて、旗指物を改め、夜明けに宛の城を3重に囲んだ。この戦いでは劉邦配下の樊噲が一番乗りをした。
呂齮は自決しようとした。しかし、呂齮の舎人である陳恢が呂齮に、「死ぬのは（私の計略を試してからでも）遅くはありません」進言した。呂齮の同意を受けた陳恢は城を乗り越え、劉邦に会見していった。「私はあなたが先に咸陽に入ったものが関中の王となる約束されたと聞いています（楚の懐王（後の義帝）が項羽・劉邦ら楚の諸将に誓ったと言われる一番先に咸陽に入ったものを関中王にするという約束事のこと。懐王の約）。宛は大きな都であり、連なる城は数十あり、人民は多数であり、兵糧の蓄積は多くあります。官吏や民衆は降伏すれば、必ず殺害されると考え、それゆえに皆、城壁に登って城を堅く守っているのです。今、あなたが日を尽くして宛に留まって攻めれば、あなたの兵士の死傷者は必ず多数にのぼるでしょう。あなたが兵を率いて宛から去れば、宛は必ずあなたを後方から襲うでしょう。あなたは、前進すれば、咸陽（に先に入ったものが関中王になるという）の約束に失敗し、背後には強い宛に対する憂いがあるのです。あなたの為に図るには、宛が降伏する代わりに、その郡守（呂齮のこと）を（侯に）封じて、宛を守らせて、兵士を率いて西進するに越したことがありません。いまだ降伏していない諸城は、このことを聴いたら争って開門して、あなたを待ち、あなたは通行する時に煩わされることがなくなるでしょう」。劉邦は「その通りである」と答えて、呂齮を殷侯に、陳恢に千戸を封じて、南陽郡を平定し、さらに西に向かった。
呂齮のその後の処遇は不明である。

### 降伏後
同月、章邯率いる秦軍は、項羽率いる楚軍に降伏することを伝え、殷墟において開盟した。項羽はこれを受け入れ、章邯は雍王に封じられた。
同年8月、劉邦が数万人を率いて、秦の咸陽を守る武関を攻めて、打ち破った。
高祖元年（紀元前206年）10月、秦王の子嬰が劉邦に降伏した。